# Сёмин, Валерий Владимирович
Валерий Владимирович Сёмин (родился 19 мая 1966 года, Сызрань) — российский баянист, аранжировщик, певец, композитор, теле- и радиоведущий. Создатель и художественный руководитель группы «Белый день». Заслуженный артист РФ (2015).

## Биография
Родился в Сызрани. В 1985 году с отличием окончил Сызранское музыкальное училище по классу баяна и оркестрового дирижирования. С 1985 по 1987 год проходил срочную воинскую службу в Ансамбле песни пляски РВСН, где играл не только на баяне, но и на трубе, барабане и гитаре. Два месяца был в Афганистане, где ансамбль выступал перед советскими солдатами из Ограниченного контингента советских войск. В 1992 году окончил РАМ имени Гнесиных по классу баяна и оркестрового дирижирования.
В мае 1990 года Валерий Сёмин создаёт из студентов ГМПИ им. Гнесиных Российская академия музыки имени Гнесиных, лауреатов IV-го Всероссийского конкурса исполнителей на русских народных инструментах, г. Горький (ныне Нижний Новгород) группу «Белый день». Репертуар состоял из произведений русской и зарубежной классики (Бах, Моцарт, Паганини, Штраус, Лядов и др.), а также из русских народных песен и произведений в обработке В. Сёмина и других авторов. В середине 90-х годов группа «Белый день» была одной из первых, кто стал исполнять на русских балалайках «фирменную» музыку. В 1996 году фирмой «Союз» выпущен альбом «Балалайка in Rock». С присущим коллективу юмором, на русских народных инструментах исполнялись хиты «Deep Purple», «Beatles», «Eagles», «Metallica», «Boney-M», попурри из рок-оперы «Иисус Христос — Суперзвезда».
В 1999 году В. Сёмин и Е. Верховская создают новый вокальный проект группы «Белый день». Композитор Александр Морозов придумал псевдоним «Василёк» по своей одноимённой песне (по другим данным, певица взяла фамилию Василёк у одного из родственников). Впоследствии, Л. Василёк становится основным автором текстов и музыки совместно с Валерием Сёминым. В 1999 году вышел альбом «Уху я варила», принесший группе популярность. Хитами стали песни «Ай-яй-яй» (муз. В. Сёмин, сл. Л. Василёк), на которую был выпущен клип студии «Муха», студенческая народная песня «Ой, как ты мне нравишься» («Соловушка»). Песни группы активно ротировались на «Радио Маяк». Наибольшую популярность получил альбом «Запевай, земляки!», вышедший в 2005 году. Хитом альбома стала песня «Галина» (сл. и муз. Л. Василёк), попавшая в горячую ротацию Дорожного радио.
Валерий Сёмин был соведущим баянистом Михаила Евдокимова в программах «С лёгким паром!» (1999—2002) и «Не скуЧАЙ» (2002—2004). Снялся в нескольких фильмах. С 2013 года выпускает антологию советской песни в видеоварианте. С марта 2013 по настоящее время ведёт программу «Посиделки на кухне» на собственном канале Белый день-TV. В 2015 году совместно с баянистом Сергеем Войтенко выпустил концертную программу-фестиваль «Баян собирает друзей» с участием звёзд российской эстрады. Вёл на ОнлайнТВ совместно с Сергеем Войтенко программу «Играй, баян!». С 2015 по 2018 гг. вёл авторскую программу «ГОСТИ» на «Радио-1 Подмосковье». В 2020 году программа была возобновлена на телеканале «Жар-птица».

## Дискография

### CD
- 1991 — «Русские песни»
- 1995 — «Around the world»
- 1996 — «Балалайка in Rock»
- 1999 — «Уху я варила»
- 2000 — «Песни о любви» (дополненное двумя песнями переиздание в 2003 году)
- 2001 — «Ай-яй-яй»
- 2001 — «Деревенька»
- 2002 — «Ай-яй-яй по-новому»
- 2002 — «Цветики полевые»
- 2002 — «Любимые песни»
- 2003 — «Трактористка»
- 2004 — «Весело живем» «Best»
- 2005 — «Запевай, земляки!» (переиздание в 2010 году)
- 2009 — «Горько!»
- 2011 — «Галина»
- 2013 — «Я люблю тебя, мама!»
- 2013 — «От всей души»
- 2013 — «Милая роща» (переиздание в 2016 году)
- 2014 — «Надо жить»
- 2016 — «Улыбнись, судьба!»
- 2018 — «Играй, баян!»
- 2019 — «Баян, душа моя!»
- 2022 — «Сборник песен о маме»

### DVD
- 2004 — «Деревенька»
- 2007 — «Бабье лето»
- 2010 — «Галина. Фильм-концерт»
- 2016 — «В 50 лет жизнь только начинается!»

### MP3
- 2018 — «Я гармошечку в руки возьму»
- 2018 — «Душевный разговор»
- 2020 — «Будем жить!»

## Фильмография
- «Свадьба» (2000) — священник-баянист
- «Раскалённая суббота» (2002) — эпизод
- «Олигарх» (2002) — певец
- «Классик» (1998) — эпизод